# 용천로 (군산시)
용천로는 전북특별자치도 군산시 서수면 서수리에서 관원리까지 이르는 군산시도로, 총 연장은 3.702 km이다. 또한 지명으로 도로명을 부여한 것에서 유래되었다.

## 노선 정보
- 총 연장 : 3.702 km
- 기점 : 전라북도 군산시 서수면 서수리 373-19
- 종점 : 전라북도 군산시 서수면 관원리 103답

## 지리

### 통과하는 지자체
- 군산시
  - 서수면

### 접촉하는 도로
- 군익로
- 탑천로
- 청룡로
- 동군산로

### 주변에 있는 시설
- 서주 2공장